# Arktisk röksvamp
Arktisk röksvamp (Lycoperdon cretaceum) är en svampart som tillhör divisionen basidiesvampar, och som beskrevs av Miles Joseph Berkeley. Arktisk röksvamp ingår i släktet Lycoperdon, och familjen röksvampar. Enligt den finländska rödlistan är arten sårbar i Finland. Arten är reproducerande i Sverige. Artens livsmiljö är alpina klippor och blockterräng.